# Sekundærrute 563
De Sekundærrute 563 is een secundaire weg in Denemarken. De weg loopt van Allestrup via Auning en Hvilsager naar Hornslet. De Sekundærrute 563 loopt door Midden-Jutland en is ongeveer 25 kilometer lang.